# Potenzproduktansatz
Der Potenzproduktansatz wird oft zur Annäherung von funktionalen Zusammenhängen in physikalischen Systemen verwendet.
Für die Funktion f wird ein Potenzproduktansatz der Form 
{\displaystyle f(x_{1},\dots ,x_{n})=c\prod _{k=1}^{n}x_{k}^{\alpha _{k}}}
gewählt.
Dabei kennzeichnen die {\displaystyle x_{k}} die im Experiment veränderbaren Größen und {\displaystyle c} eine Naturkonstante als Proportionalitätsfaktor. Durch Variation dieser Größen im Experiment lassen sich die freien Parameter {\displaystyle \alpha _{k}} bestimmen.
In der Praxis können die Messwerte z. B. auf Logarithmenpapier aufgetragen werden. Der jeweilige Exponent lässt sich leicht aus der Steigung der Ausgleichsgeraden ermitteln.

## Beispiel
Mit Fallversuchen soll der Zusammenhang der Fallzeit {\displaystyle t} von der Höhe und vom Gewicht des fallenden Körpers aufgeklärt werden. Die Funktion {\displaystyle f} aus dem Potenzproduktansatz entspricht dieser Fallzeit {\displaystyle t}. Die Höhe {\displaystyle h} und das Gewicht {\displaystyle M} entsprechen den variablen Größen {\displaystyle x_{1}} und {\displaystyle x_{2}}.  
{\displaystyle t(h,M)=c\cdot h^{\alpha _{1}}\cdot M^{\alpha _{2}}}
Durch Anpassung der Exponenten {\displaystyle {\alpha _{k}}} an das Ergebnis erhält man die Gleichung
{\displaystyle t(h,M)=c\cdot h^{\frac {1}{2}}\cdot M^{0}=c\cdot h^{\frac {1}{2}}}

## Grenzen
Für die Parameter {\displaystyle {\alpha _{k}}} muss sinnvoll gerundet werden, um ein physikalisches Modell des Experimentes zu bilden. Ein Wert von z. B. 0,498 für {\displaystyle {\alpha _{1}}} wäre dafür wenig hilfreich. 
Der Potenzproduktansatz scheitert an vielen Stellen jedoch, da das korrekte physikalische Modell sich damit nicht abbilden lässt. Verschiedene, sich widersprechende Strahlungsgesetze, die z. T. auf Potenzproduktansätzen beruhen (Stefan-Boltzmann-Gesetz), werden z. B. erst durch das plancksche Strahlungsgesetz zusammengeführt, welches keinem Potenzproduktansatz genügt.